# Nicholas Herkimer

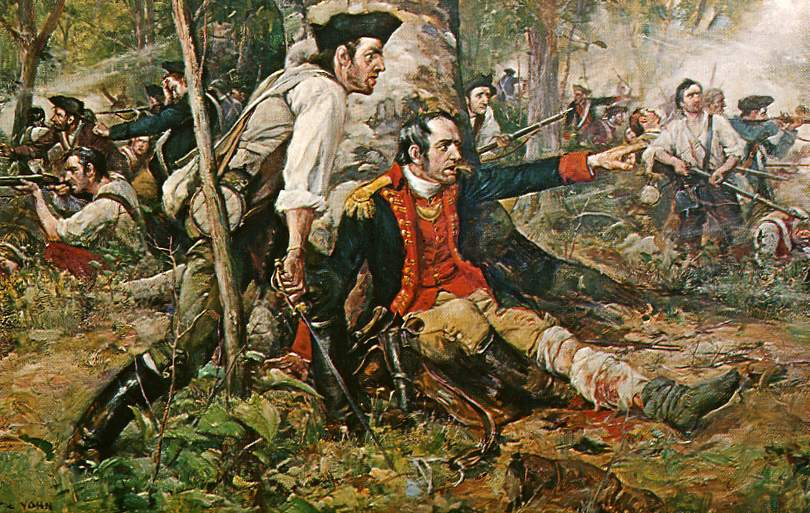
General Nicholas Herkimer ledde trots sina sår försvaret under slaget vid Oriskany 1777.

Nicholas Herkimer, född omkring 1728 i Fort Herkimer, Tryon County, New York, död 16 augusti 1777 i Little Falls, Tryon County, New York, av sår som han fått i slaget vid Oriskany, var en entreprenör, patriotisk aktivist och general i den lokala milisen. Herkimer County är uppkallat efter honom.

## Entreprenören
Nicholas Herkimer var en prominent invånare i Mohawkdalen, som lokalt utövade en hegemonisk dominans över ekonomin. Han hade ärvt ett betydande affärsimperium från sin far. I hans många företag ingick transporter på edet kring vattenfallet vid Little Falls, jordbruk, privat bankirverksamhet, kvarnar och spritförsäljning. Redan 1756 klagade sir William Johnson på att han sålde orimliga mängder rom till irokeserna. Herkimer lät 1764, med hjälp av de krigsprofiter han gjort under fransk-indianska kriget, bygga en ny herrgård, Herkimer House, i fashionabel georgiansk stil. Vid sin död ägde Herkimer över 2 000 tunnland jordbruksmark och 33 afrikanska slavar. Även om de flesta jordägare i Mohawkdalen ägde slavar var Herkimer ovanlig genom den stora mängden och hans företags beroende av slavarbetskraft. 

## Aktivisten
Herkimer hade fått militär erfarenhet som kapten i milisen under fransk-indianska kriget. Under den amerikanska revolutionen intog han orubbligt ställning för den patriotiska saken. Han valdes till ordförande för säkerhetskommittén i Tryon County. När det amerikanska frihetskriget bröt ut blev Herkimer utnämnd till brigadgeneral och distriktsbefälhavare för grevskapets milis av den revolutionära provinskongressen i Albany. Som sådan ledde han 1777 en undsättningseхpedition till Fort Stanwix, men blev i slaget vid Oriskany svårt sårad i benet. Efter striden fördes Herkimer hem och hans ben amputerades tio dagar senare. Kallbranden hade dock redan spridit sig och några timmar efter amputationen avled han.  

## Familjen
Nicholas Herkimer var son till köpmannen, kapten Johannes Herkimer (1700-1775), en pfalztysk invandrare,  och dennes hustru Anna Catherine (1704-1775), född Petrie. Nicholas var bror till den lojalistiske officeren Johan Jost Herkimer. Nicholas Herkimer var gift med Maria Madeline (1730-1775), född Dygert. Vid hennes död gifte han om sig med hennes systerdotter, Maria Dygert (född 1759). Inget av äktenskapen var produktivt. 